# تیم ملی هندبال کرواسی
تیم ملی هندبال کرواسی یک تیم هندبال است که تحت نظارت فدراسیون هندبال کرواسی می‌باشد و نماینده کرواسی در مسابقات بین‌المللی است. این تیم تاکنون دو بار قهرمان المپیک و یک بار قهرمان جهان شده‌است.

## نتایج در مسابقات بین‌المللی
پس از فروپاشی یوگسلاوی در آغاز دهه ۱۹۹۰ میلادی، کرواسی استقلال خود را به دست آورد و تیم ملی هندبال این کشور برای نخستین بار، در سال ۱۹۹۴ در مسابقات قهرمانی اروپا شرکت کرد که در این مسابقات به مقام نایب قهرمانی دست یافت. پس از کسب نایب قهرمانی در قهرمانی جهان ۱۹۹۵ و المپیک آتلانتا (۱۹۹۶) یک دوره بازسازی در این تیم انجام شد و تا سال ۲۰۰۳ به مقام در خور توجهی دست نیافت.
پس از کسب قهرمانی جهان (۲۰۰۳) و المپیک (۲۰۰۴) که نشان دهنده بازگشت تیم ملی هندبال کرواسی به روزهای درخشان بود، تاکنون این تیم همواره در بالاترین سطح هندبال جهان قرار داشته‌است؛ از جمله می‌توان به سه حضور پیاپی در نیمه‌نهایی المپیک، شش حضور پیاپی در نیمه‌نهایی قهرمانی اروپا و حضور متناوب در نیمه‌نهایی قهرمانی جهان اشاره نمود.

## خلاصه نتایج
قهرمان      نایب قهرمان      مکان سوم      مکان چهارم

### بازی‌های المپیک
| بازی               | مرحله               | رتبه                | بازی                | برد                 | تساوی               | باخت                | گل زده              | گل خورده            | تفاضل               |
| ------------------ | ------------------- | ------------------- | ------------------- | ------------------- | ------------------- | ------------------- | ------------------- | ------------------- | ------------------- |
| بارسلونا ۱۹۹۲      | در انتخابی حاضر نشد | در انتخابی حاضر نشد | در انتخابی حاضر نشد | در انتخابی حاضر نشد | در انتخابی حاضر نشد | در انتخابی حاضر نشد | در انتخابی حاضر نشد | در انتخابی حاضر نشد | در انتخابی حاضر نشد |
| آتلانتا ۱۹۹۶       | قهرمان              | ۱                   | ۷                   | ۶                   | ۰                   | ۱                   | ۱۸۳                 | ۱۶۸                 | ۱۵+                 |
| سیدنی ۲۰۰۰         | انتخاب نشد          | انتخاب نشد          | انتخاب نشد          | انتخاب نشد          | انتخاب نشد          | انتخاب نشد          | انتخاب نشد          | انتخاب نشد          | انتخاب نشد          |
| آتن ۲۰۰۴           | قهرمان              | ۱                   | ۸                   | ۸                   | ۰                   | ۰                   | ۲۳۸                 | ۲۱۱                 | ۲۷+                 |
| پکن ۲۰۰۸           | نیمه‌نهایی           | ۴                   | ۸                   | ۴                   | ۰                   | ۴                   | ۲۱۸                 | ۱۹۹                 | ۱۹+                 |
| لندن ۲۰۱۲          | نیمه‌نهایی           | ۳                   | ۸                   | ۷                   | ۰                   | ۱                   | ۲۳۰                 | ۱۸۳                 | ۴۷+                 |
| ریو دو ژانیرو ۲۰۱۶ | یک‌چهارم نهایی       | ۵                   | ۶                   | ۵                   | ۰                   | ۱                   | ۱۷۴                 | ۱۶۴                 | ۱۰+                 |
| مجموع              | ۵/۶                 | ۲ قهرمانی           | ۳۷                  | ۳۰                  | ۰                   | ۷                   | ۱٬۰۴۳               | ۹۲۵                 | ۱۱۸+                |

منبع: 

### قهرمانی جهان
| سال          | مرحله               | رتبه                | بازی                | برد                 | تساوی*              | باخت                | گل زده              | گل خورده            |
| ------------ | ------------------- | ------------------- | ------------------- | ------------------- | ------------------- | ------------------- | ------------------- | ------------------- |
| سوئد ۱۹۹۳    | در انتخابی حاضر نشد | در انتخابی حاضر نشد | در انتخابی حاضر نشد | در انتخابی حاضر نشد | در انتخابی حاضر نشد | در انتخابی حاضر نشد | در انتخابی حاضر نشد | در انتخابی حاضر نشد |
| ایسلند ۱۹۹۵  | نایب قهرمان         |                     | ۹                   | ۷                   | ۰                   | ۲                   | ۲۴۶                 | ۲۱۱                 |
| ژاپن ۱۹۹۷    | یک‌هشتم نهایی        | ۱۳                  | ۶                   | ۲                   | ۱                   | ۳                   | ۱۴۸                 | ۱۴۶                 |
| مصر ۱۹۹۹     | یک‌هشتم نهایی        | ۱۰                  | ۶                   | ۳                   | ۱                   | ۲                   | ۱۴۱                 | ۱۴۵                 |
| فرانسه ۲۰۰۱  | یک‌هشتم نهایی        | ۹                   | ۶                   | ۳                   | ۱                   | ۲                   | ۱۸۸                 | ۱۵۲                 |
| پرتغال ۲۰۰۳  | قهرمان              |                     | ۹                   | ۸                   | ۰                   | ۱                   | ۲۷۰                 | ۲۴۳                 |
| تونس ۲۰۰۵    | نایب قهرمان         |                     | ۱۰                  | ۸                   | ۰                   | ۲                   | ۳۱۶                 | ۲۷۳                 |
| آلمان ۲۰۰۷   | یک‌چهارم نهایی       | ۵                   | ۱۰                  | ۹                   | ۰                   | ۱                   | ۳۰۸                 | ۲۴۶                 |
| کرواسی ۲۰۰۹  | نایب قهرمان         |                     | ۱۰                  | ۹                   | ۰                   | ۱                   | ۲۹۸                 | ۲۲۸                 |
| سوئد ۲۰۱۱    | مرحله دوم           | ۵                   | ۹                   | ۶                   | ۱                   | ۲                   | ۲۷۱                 | ۲۱۳                 |
| اسپانیا ۲۰۱۳ | نیمه‌نهایی           |                     | ۹                   | ۸                   | ۰                   | ۱                   | ۲۶۶                 | ۲۰۲                 |
| قطر ۲۰۱۵     | یک‌چهارم نهایی       | ۶                   | ۹                   | ۷                   | ۰                   | ۲                   | ۲۵۸                 | ۲۲۴                 |
| فرانسه ۲۰۱۷  | نیمه‌نهایی           | ۴                   | ۹                   | ۶                   | ۰                   | ۳                   | ۲۵۴                 | ۲۳۳                 |
| مجموع        | ۱۲/۱۲               | ۱ عنوان             | ۱۰۲                 | ۷۶                  | ۴*                  | ۲۲                  | ۲۹۶۴                | ۲۵۱۶                |

*بازی‌های که به ضربات پنالتی رسیده، به عنوان تساوی در نظر گرفته می‌شود.
- منبع: [۱]